# روبرت دبليو. جونسون
روبرت دبليو. جونسون (بالإنجليزية: Robert W. Johnson)‏ هو محامي وسياسي أمريكي، ولد في 4 مايو 1924، وتوفي في 20 مارس 2013. حزبياً، نشط في الحزب الجمهوري. وقد انتخب عضو مجلس نواب مينيسوتا.